# Земгор
Земгор (Главный по снабжению армии комитет Всероссийских земского и городского союзов) — созданная в Российской империи в 1915 году на базе земств и городских дум посредническая структура по распределению государственных оборонных заказов. Была тесно связана с деятелями Февральской революции 1917 года.
В белой эмиграции восстановленный Земгор стал посредником в распределении помощи для русских беженцев.

## Главный по снабжению армии комитет (1915—1918)
Образован 10 июля 1915 года в условиях «снарядного голода», явившегося одной из главных причин отступления русской армии летом-осенью 1915 года. Аналогичный снарядный кризис, случившийся тогда же в Великобритании, привёл к фактической национализации британской оружейной промышленности. При создании Земгора преследовалась противоположная идеология: сосредоточить контроль над снабжением армии в частных руках.

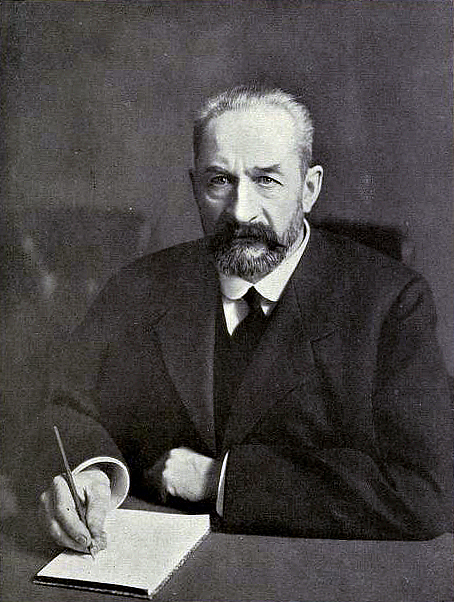
Георгий Львов

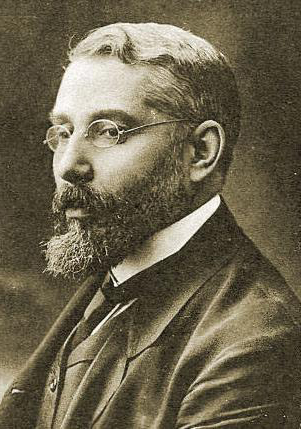
Михаил Челноков

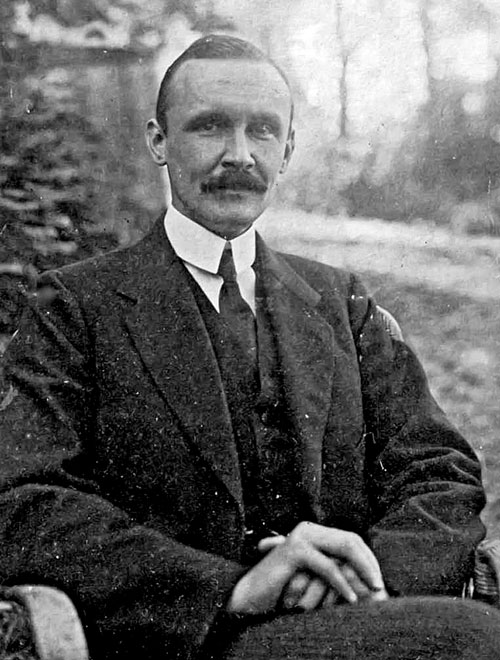
Сергей Трубецкой

Председателями Земгора были: от Всероссийского земского союза князь Г. Е. Львов, от Всероссийского союза городов московский городской голова М. В. Челноков. На местах действовали губернские и местные комитеты, всего в рамках Земгора работало 1,4 тыс. тысячи чиновников (по состоянию на февраль 1917 года), имевших особую форму и именовавшихся в просторечье земгусарами. На содержание Земгора отчислялось 2 % от общей стоимости заказов, а на организационные расходы — от 1 до 10 % себестоимости.
После учреждения правительственного Особого совещания для обсуждения и объединения мероприятий по обороне государства за Земгором закрепились функции по распределению государственных оборонных заказов в мелкой и кустарной промышленности, а близкие ему по идеологии военно-промышленные комитеты (организации предпринимателей) ведали распределением госзаказов среди крупной и средней промышленности. В своей основной деятельности Земгор отличался низкой эффективностью: по состоянию на 1 февраля 1917 года получил от военного министерства заказы на 242 млн руб., а выполнил только на 80 млн руб. Возможная причина этого объясняется воспоминаниями бывшего земгоровца князя С. Е. Трубецкого:

Бесконтрольное швыряние денег и покупки не считаясь ни с какими ценами создавали большие искушения для иных слабых душ. С другой стороны, подрядчики, чуя возможность огромной наживы, искушали взятками некоторых работников закупочного аппарата.

В сентябре 1916 года по инициативе председателя Совета министров Б. В. Штюрмера проправительственная печать (газета «Русское слово» и др.) обнародовала информацию, что Земгор и военно-промышленные комитеты существовали исключительно за счёт государственной казны. Действительно, за первые 25 месяцев войны (то есть к 1 ноября 1916 года) Земгор совместно с Всероссийским земским союзом получили из казны 464 млн руб., в то время как сами собрали только 9 млн руб.. На Совете министров поднимался вопрос о расформировании Земгора и ВПК и передаче их функций государственным органам, однако оппозиция добилась удаления Штюрмера 10 ноября в отставку.
Гораздо лучше, чем снабжение армии, руководителям Земгора удавалась пропаганда. Бывший министр А. В. Кривошеин писал о Львове, что тот

… фактически чуть ли не председателем какого-то особого правительства делается. На фронте только о нём и говорят, он спаситель положения, он снабжает армию, кормит голодных, лечит больных, устраивает парикмахерские для солдат — словом, является каким-то вездесущим Мюр и Мерилизом.

Некоторые исследователи считают, что главной целью Земгора, тесно связанного с оппозиционным Прогрессивным блоком в IV Государственной думе, была подготовка Февральской революции 1917 года. Действительно, председатель Земгора князь Г. Е. Львов после революции стал первым руководителем Временного правительства, товарищ председателя Д. М. Щепкин стал товарищем министра внутренних дел, В. В. Вырубов также стал товарищем министра, П. П. Юренев был министром путей сообщения во втором коалиционном составе Временного правительства и т. д. Местные деятели городского и земского союзов после Февральской революции входили в создававшиеся в регионах Комитеты общественной безопасности. На деятельность Земгора по свержению власти указывает в своих мемуарах служащий Отдельного корпуса жандармов А. И. Спиридович.
После ухода князя Львова на пост премьер-министра Земгор возглавляли А. Г. Хрущов (март 1917 г.) и затем П. А. Садырин (март 1917 — март 1918 гг.). Постановлением ВСНХ от 27 марта 1918 года вместо Главного комитета по снабжению армии был образован Главный комитет по управлению делами Земгора при ВСНХ, просуществовавший до начала 1919 года, его возглавлял Н. Ф. Преображенский (апрель 1918 — февраль 1919 гг.).

## Российский Земско-городской комитет помощи российским гражданам за границей (1921—1946)
Летом 1920 года в Париже белыми эмигрантами было учреждено Объединение земских и городских деятелей за границей. В январе 1921 года на парижском совещании представителей местных организаций бывшего Земгора, представительств земских и городских союзов в Англии, США, Швеции, а также Объединения земских и городских деятелей за границей был принят устав Российского земско-городского комитета помощи российским гражданам за границей (РЗГК), определено число членов комитета и проведены выборы.
Председателем комитета вновь выбрали князя Г. Е. Львова, после его смерти в 1925 году комитет возглавил А. И. Коновалов, с 1930 года — Н. Д. Авксеньтев. Членами комитета были В. Ф. Зеелер, В. В. Руднев, П. П. Юренев, Н. С. Долгополов и К. Р. Кровопусков. Новая организация, унаследовавшая сокращение Земгор, была зарегистрирована в префектуре Парижа под названием Comite des Zemstvos et Municipalites Russes de Secoure des Citoyens russes a l' etranger. 2 февраля 1921 года состоялось т. н. Совещание послов, где бывшие русские послы М. Н. Гирс, В. А. Маклаков, Б. А. Бахметьев и М. В. Бернацкий приняли постановление, что

всё дело помощи русским беженцам надлежит сосредоточить в ведении какой-либо одной организации. По мнению Совещания послов такою объединяющей организацией должен быть Земско-городской комитет помощи беженцам.

По утверждению И. П. Савицкого, парижский Земгор создавался по инициативе французского правительства, чтобы ослабить позиции главнокомандующего Русской армией барона П. Н. Врангеля в качестве представителя русской эмиграции. В свою очередь, чехословацкое правительство преследовало те же цели при создании Пражского Земгора; кроме того, Чехословакия претендовала на роль самостоятельного центра русских эмигрантов.
Первым шагом парижского Земгора была попытка воздействия на правительство Третьей французской республики с целью добиться отказа от репатриации русских беженцев в РСФСР. Другой первоочередной задачей стало переселение беженцев из Константинополя в Сербию, Болгарию, Чехословакию, готовые принять значительное количество русских эмигрантов.
Первоначально финансирование мероприятий Земгора осуществлялось главным образом финансовым советом при Совещании послов. Однако впоследствии удалось добиться, чтобы русские учебные заведения в Сербии, Болгарии, Чехословакии перешли на полное финансирование из бюджетов этих государств.
Политически послереволюционный Земгор был достаточно разнородным. Например, председатель Земгора в Королевстве Югославия полковник Ф. Е. Махин сочувствовал СССР, в 1939 году вступил в коммунистическую партию Югославии, впоследствии состоял советником при Верховном штабе И. Тито. После победоносной для Советского Союза Второй мировой войны отношение многих эмигрантов «первой волны» к своей Родине изменилось, деятельность Земгора пошла на спад, поддерживаясь только усилиями Н. С. Долгополова и Н. А. Недошивиной.